# Паризький клуб
Паризький клуб є неформальною організацією, що об'єднує інтереси країн-кредиторів (переважно країн ОЕСР).
Клуб об'єднує уряди 21 країн-кредиторів (ФРН, США, Італія, Японія, Франція, Швейцарія, Іспанія та інші). Справи Паризького клубу веде постійний секретаріат при Міністерстві фінансів Франції.
Однією з основних умов прийняття Паризьким клубом кредиторів рішення про реструктуризацію боргів є наявність належної програми, яка має підтримку Міжнародного валютного фонду і демонструє необхідність зменшення боргового тягаря.

## Історія
Клуб виник у 1956 як зібрання приватних банків-кредиторів для врегулювання зовнішнього боргу Аргентини.

## Організаційна структура і членство
Клуб не має чіткої організаційної структури та членства і формально відкритий для всіх країн, які є кредиторами і беруть практику роботи цієї організації. Основними членами Паризького клубу є розвинуті країни — члени ОЕСР. Головою Паризького клубу традиційно є висока посадова особа міністерства фінансів Франції, а його секретаріат знаходиться у французькому казначействі.

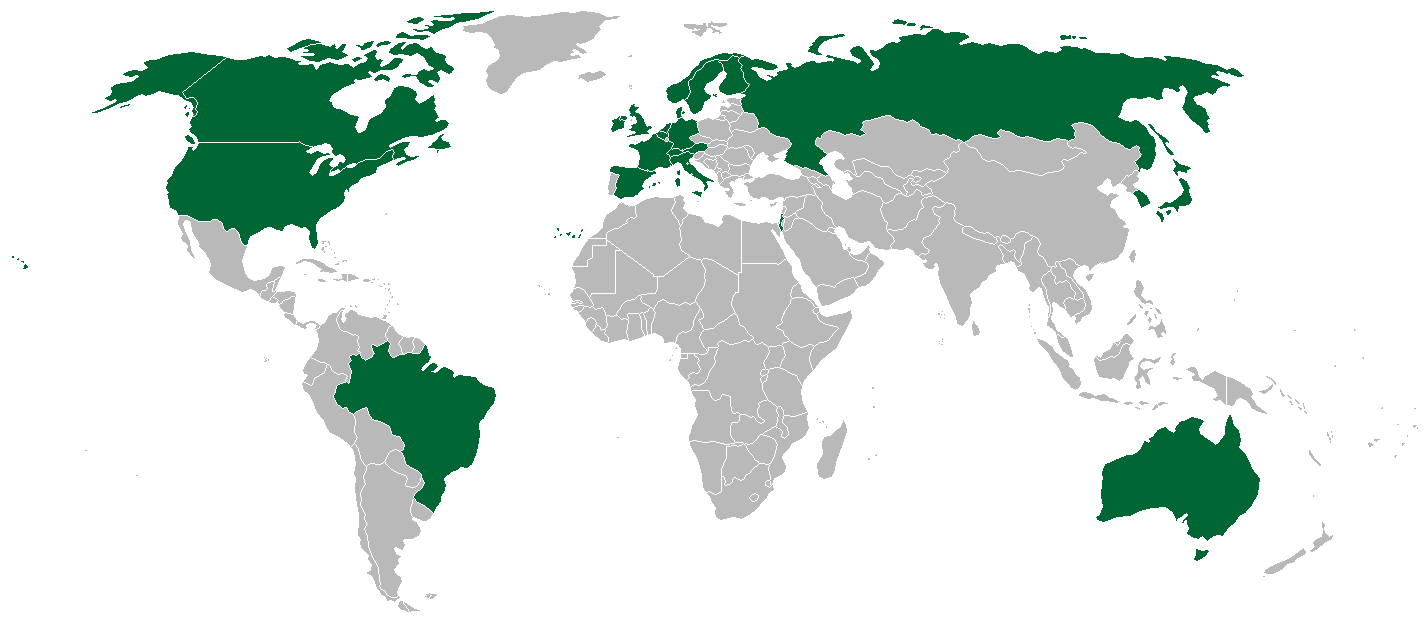
Країни-члени Паризького клубу

Постійними членами Паризького клубу є 22 держави:
| Австралія       | Данія    | Канада         | Фінляндія |
| Австрія         | Ізраїль  | Нідерланди     | Франція   |
| Бельгія         | Ірландія | Норвегія       | Швейцарія |
| Велика Британія | Іспанія  | Росія          | Швеція    |
| Німеччина       | Італія   | Південна Корея | Японія    |
| США             | Бразилія |                |           |

## Основні принципи і діяльність
Діяльність клубу базується на двох принципах:
- надання необхідної зовнішньої фінансової допомоги у позиковій формі (або пільгового погашення «старих» боргів);
- сприяння проведенню внутрішніх реформ і структурній перебудові економіки держав — реципієнтів коштів.

Представники країн-кредиторів визначають:
- часовий період, до якого відносяться платежі, що підлягають переоформленню (період консолідації — від 12 до 18 місяців);
- характер боргових зобов'язань, що переоформляються (поточні чи прострочені зобов'язання);
- нові умови погашення консолідованої заборгованості (пільговий період, терміни погашення).

Відсоткова ставка за переглянутою заборгованістю («процент мораторію») визначається не в Паризькому клубі, а встановлюється в результаті двосторонніх переговорів. На початку процесу перегляду боргу країни-кредитори, що беруть участь у засіданнях Паризького клубу, визначають «дату відсічення», тобто дату, після якої підписані угоди не підлягають переоформленню, хоча платежі за старим боргом можуть переноситися протягом багатьох років.
Основними принципами, якими керується клуб у процесі реструктуризації зовнішніх державних боргів, є консенсус, солідарність, :
- консенсус означає, що всі рішення приймаються тільки за згоди всіх членів клубу;
- солідарність кредиторів передбачає, що жоден із них не прагне вирішувати питання врегулювання тільки своїх боргів;
- зумовленість реструктуризації боргу затвердженням МВФ програми економічного коригування країни-боржника;
- рівний підхід з боку боржників до всіх кредиторів, включаючи кредиторів — нечленів Паризького клубу. Боржники не повинні прагнути отримати вигідніші умови врегулювання боргів іншим кредиторам.

## Умови реструктуризації
В даний час діють Неапольські та Ліонські умови.
Неапольські умови (Naples terms) діють з 1995. Згідно з цими умовами країни, які отримали раніше пільги на основі Торонтських або Лондонських умов, можуть отримати подальші пільги від кредиторів у вигляді списання 67% чистої поточної вартості їхнього боргу. Якщо середній дохід на одну особу країни становить не більше як 500 дол. США, а відношення суми боргу до експорту не перевищує 35%, може бути списано не більш як 50% вартості боргу. Наприкінці 90-х років Неапольські умови застосовувалися з ініціативи МВФ і Світового банку для скорочення боргів найбідніших країн з високою заборгованістю.
Ліонські умови (Lyon terms), узгоджені в грудні 1996 р., можуть застосовуватися до найменш розвинутих країн з високою заборгованістю на другому етапі реструктуризації разом з Неапольськими умовами. Вони передбачають скорочення чистої поточної вартості боргу на 80% з виплатою іншої частини протягом 40 років за восьмирічного пільгового періоду.

## Паризький клуб і Україна
Уряд України у 2001 провів переговори з клубом і домовився реструктурувати зовнішній борг на суму 580 млн дол. США за період 2000–2002 на термін 12 років з пільговим періодом у 3 роки. Реструктуризація скоротила (шляхом відстрочки) виплати Паризькому клубу з 800 до 285 млн дол. США.